# Ludwig von Höhnel
Ludwig von Höhnel (magyarosan Höhnel Lajos) (Pozsony, 1857. augusztus 6. – Bécs, 1942. március 23.) osztrák lovag, tengerésztiszt, utazó.

## Életpályája
A fiumei tengerészeti akadémián tanult, s 1879-ben sorhajózászlós lett.
1886-ban Teleki Sámuel grófot elkísérte afrikai útjára. 1887 januárjában indultak Zanzibárból, és a Kilimandzsárón, majd Kenyán át az északi szélesség 5°-ig hatoltak; 1888. március 5-én felfedezték a Rudolf-, április 20-án a Stefánia-tavat, és mintegy 230 000 km²-nyi földterületet. 1888. október 25-én Afrika belsejéből Mombasa felé tartottak, és visszafelé menet Zeilából Hararba rándultak el; 1889 májusában hazaérkeztek.
1892 nyarán Höhnel az amerikai William Astor Chanler Kenyába és a Rudolf-tó tájékára induló expedíciójához csatlakozott. 1892. szeptember 15-én Lamutól a Tana folyón felfelé mentek, s 1892. december 5-étől Hameyetől (Borati) kiindulva 1893. február 10-ig északi és keleti irányba kalandoztak; ekkor fedezték fel a Dzsambeni vulkanikus hegyláncot és a Mackenzie-forrásokat, az Uaszo Nyiro folyását a Lorian-mocsárba való torkollásáig követték. 1893 augusztusában egy orrszarvú súlyosan megsebesítette, s Budapestre tért vissza, ahol megoperálták.
1899-ben a király szárnysegédjévé nevezték ki. Mint ellentengernagy vonult nyugalomba. Az 1900-as évek elején még kétszer járt Afrikában.

## Művei
- Bergprofilsammlung von der Afrika-Expedition des Grafen Samuel Teleki 1887-88 (Bécs, 1890).

A Földrajzi közleményekben másként említik: Ritter von Höhnel, Ludwig: Bergprofil. Sammlung während Graf S. Teleki’s Afrika expedition 1887–8. Manuscript. Wien.
- Zum Rudolf-See u. Stefanie-See (Bécs, 1892)

magyarul: A Rudolf- és Stefánia-tavakhoz, Teleki Sámuel gróf felfedező útja Afrika egyenlítői vidékein (Budapest, 1892)

## Magyarul
- Höhnel Lajos: A Rudolf és Stefánia tavakhoz. Teleki Sámuel gróf felfedező útja Kelet-Afrika egyenlítői vidékein 1887-1888-ban, 1-2.; Ráth, Bp., 1892 (A XIX. század nagy felfedezői)
- Ludwig von Höhnel: Teleki Sámuel gróf felfedező útja Kelet-Afrika egyenlítői vidékein 1887–1888-ban, 1-2. Leírta kísérője, Höhnel Lajos; sajtó alá rend., utószó Véber Károly; Magvető, Bp., 1984 (Magyar Hírmondó) ISBN 963-14-0181-2